# ماينيتشي برادكاستنغ سيستم

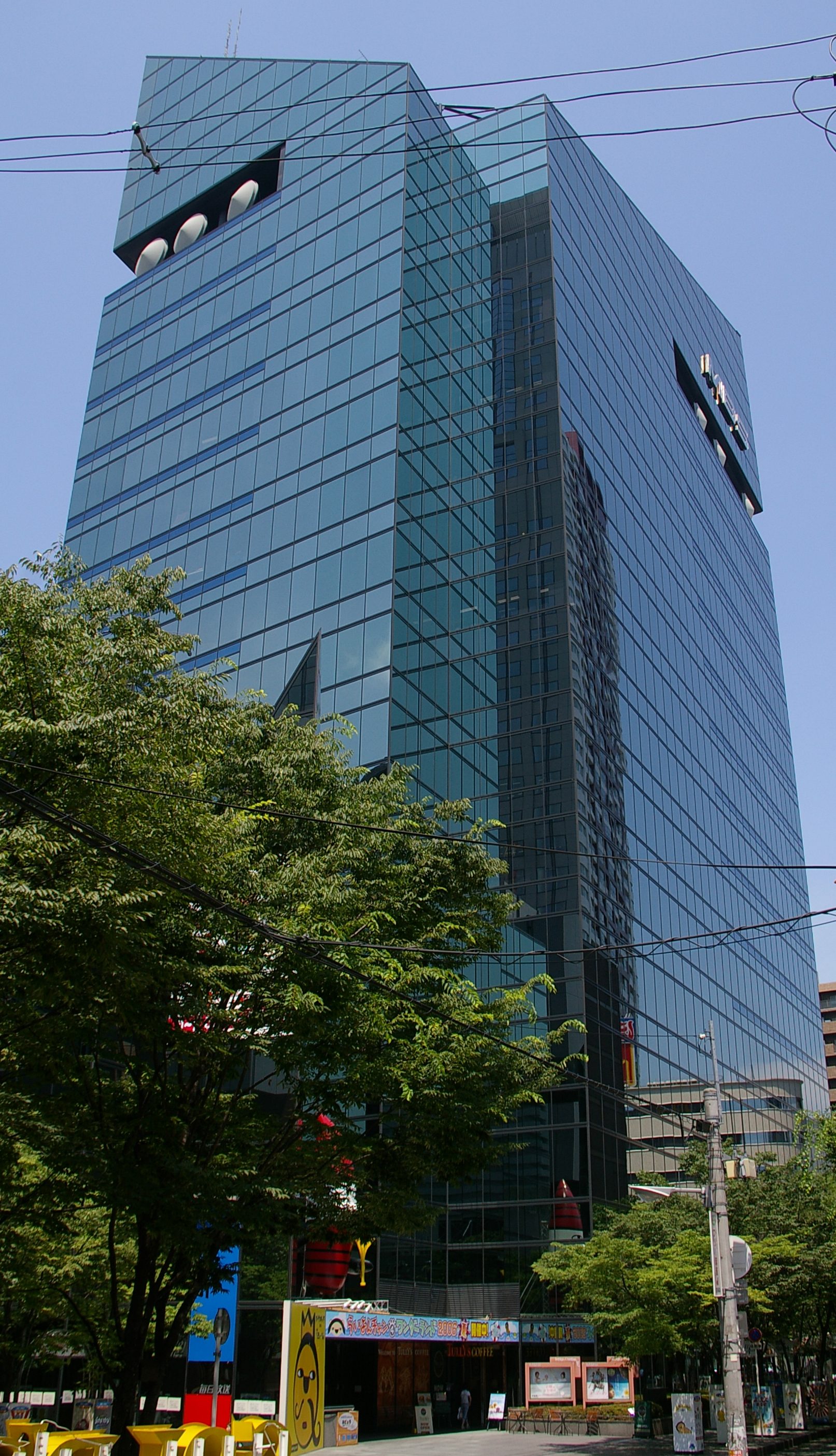
المبنى الرئيسي في مدينة أوساكا.

ماينيتشي برادكاستنغ سيستم (باليابانية: 株式会社毎日放送) وتختصر إم بي إس (بالإنجليزية: MBS)‏، هي مؤسسة إعلامية يابانية تهتم بالإذاعة والتلفزيون والأخبار في اليابان، أسست عام 1950، ومقرها في مدينة أوساكا.

## وصلات خارجية
- ماينيتشي برادكاستنغ سيستم على موقع ANN company (الإنجليزية)

- MBS الموقع الرسمي
- MBS Official Site (باليابانية)
- MBS Radio (باليابانية)
- . على يوتيوب